# Fredrik Sinclair
Fredrik Adam Vilhelm Sinclair, född 17 juni 1791 i Sankt Lars församling, Östergötlands län, död 21 april 1835 i Linköpings församling, Östergötlands län, var en svensk greve, kammarherre, kapten och målare. Sinclair var barnbarn till riksrådet greve Fredrik Carl Sinclair.

## Biografi
Fredrik Sinclair föddes 1791 i Sankt Lars församling. Han var son till kammarherren Fredrik Sinclair och Brita Magdalena Fock. Sinclair blev kadett vid artilleriet 1793, fältväbel vid livgrenadjärregementets rusthållsfördelning 1798, kadett vid Karlberg 1806 och utexaminerad 1808. Sinclair blev fänrik vid livgrenadjärregementets rusthållsdivision 1808 och sekundlöjtnant vid livgrenadjärregementets rusthållsdivision 1812. Han utnämndes till kammarherre 1815 och till kapten i armén 1816. Sinclair tog avsked från regementet 1816. Han avled1835 i Linköping, Linköpings församling och begravdes bredvid sin fru på Linköpings kyrkogård.
Sinclair var representerad vid en utställning av äldre konst i Linköping 1929 där ett akvarellporträtt av hustrun ställdes ut. 

## Familj
Sinclair gifte sig 25 oktober 1816 i Kärna kyrka med friherrinnan Brita Eleonora Lagerfelt (1795–1824), dotter av överstelöjtnanten friherre Israel Lagerfelt och grevinnan Magdalena Sofia Falkenberg af Bålby. De fick tillsammans barnen godsägaren Israel Sinclair (1817–1884), militären Carl Sinclair (1817–1888), Magdalena Charlotta Fredrika Eleonora Sinclair (1819–1897) som var gift med godsägaren Vilhelm Wachtmeister af Johannishus och militären James Henry Sinclair (1822–1908).